# Hyeonpung-eup
Hyeonpung-eup (koreanska: 현풍읍)  är en köping i landskommunen Dalseong-gun i provinsen Daegu, i den centrala delen av Sydkorea, 250 km sydost om huvudstaden Seoul.